# TT186
TT186 (Theban Tomb 186) è la sigla che identifica una delle Tombe dei Nobili ubicate nell'area della cosiddetta Necropoli Tebana, sulla sponda occidentale del Nilo dinanzi alla città di Luxor, in Egitto. Destinata a sepolture di nobili e funzionari connessi alle case regnanti, specie del Nuovo Regno, l'area venne sfruttata, come necropoli, fin dall'Antico Regno e, successivamente, sino al periodo Saitico (con la XXVI dinastia) e Tolemaico.

## Titolare
TT186 era la tomba di:
| Titolare | Titolo               | Necropoli | Dinastia/Periodo                         | Note                                                 |
| -------- | -------------------- | --------- | ---------------------------------------- | ---------------------------------------------------- |
| Ihy      | Governatore del Nomo | El-Khokha | Primo Periodo Intermedio (VI-X dinastia) | casa di Sagar (una donna); versante est, a nord TT48 |

## Biografia
Unico dato ricavabile, il nome della moglie, Imy, Profetessa di Hathor.

## La tomba
È una della tombe più antiche della necropoli giacché, come l'adiacente TT405, risale al Primo Periodo Intermedio. Dalla TT186, molto danneggiata, si accede alla TT405 di Khenti, a sua volta Nomarca. Sulle pareti (1/nero in planimetria), resti di un pesce arpionato e, ben leggibile, il nome di una donna: Intefes. Sui pilastri (A) il defunto con due piccoli figli (?) e la moglie; (B) testi sacri. Su altre pareti (2) una barca in ambiente palustre e scene di caccia all'ippopotamo; poco oltre (3) il defunto, con un cane sotto la sedia, con la famiglia ed alcuni assistenti e su tre registri sovrapposti: scene di banchetto in presenza di danzatori, danzatrici e suonatrici di arpa e nacchere, portatori di offerte e uomini che riempiono un granaio. Seguono (4) il defunto e i familiari che sovrintendono a lavori: raccolta del bestiame, pulitura del pesce, cattura di tori, asini e capre.

### Annotazioni
1. ↑  La numerazione dei locali e delle pareti segue quella di Porter e Moss 1927, p. 291-293.
2. ↑  La prima numerazione delle tombe, dalla numero 1 alla 253, risale al 1913 con l'edizione del "Topographical Catalogue of the Private Tombs of Thebes" di Alan Gardiner e Arthur Weigall. Le tombe erano numerate in ordine di scoperta e non geografico; ugualmente in ordine cronologico di scoperta sono le tombe dalla 253 in poi.
3. ↑  I campi della Duat, ovvero l'aldilà egizio, si trovavano, secondo le credenze, proprio sulla riva occidentale del grande fiume.
4. ↑  Nella sua epoca di utilizzo, l'area era nota come "Quella di fronte al suo Signore" (con riferimento alla riva orientale, dove si trovavano le strutture dei Palazzi di residenza dei re e i templi dei principali dei) o, più semplicemente, "Occidente di Tebe".
5. ↑  le Tombe dei Nobili, benché raggruppate in un'unica area, sono di fatto distribuite su più necropoli distinte.
6. ↑  Le note, sovente di inquadramento topografico della tomba, sono tratte dal "Topographical Catalogue" di Gardiner e Weigall, ed. 1913 e fanno perciò riferimento alla situazione dell'epoca.
7. ↑  Non è specificato di quale Nomo si tratti.
8. ↑  Fino a tempi molto recenti, alcune delle tombe vennero adibite ad abitazioni o a pertinenze di abitazioni, come stalle, cantine, depositi e magazzini. Tale impiego, protrattosi per millenni, come è intuibile, ha ulteriormente favorito il danneggiamento di già precarie rappresentazioni parietali o, in taluni casi, ha addirittura causato la perdita o la demolizione di pareti o colonne, o pilastri. I riferimenti di Gardiner e Weigall ad abitazioni private debbono perciò essere intese in tal senso e fanno riferimento, come è ovvio, agli anni in cui le rilevazioni ebbero luogo considerando che la pubblicazione del "Topographical Catalogue" risale al 1913.
9. ↑  In planimetria i riferimenti alle due tombe sono differenziati in diverso colore, nero per la TT186 e rosso per la TT405.

### Fonti
1. ↑  Gardiner e Weigall 1913.
2. ↑  Donadoni 1999,  p. 115.
3. ↑  Gardiner e Weigall 1913, p. 32.
4. ↑  Porter e Moss 1927,  p. 291.
5. ↑  Gardiner e Weigall 1913, pp. 32-33.
6. ↑  Gardiner e Weigall 1913, p. 33.
7. ↑  Porter e Moss 1927,  p. 291, confermata in edizione del 1970.
8. ↑  Porter e Moss 1927,  pp. 291-293.